# Pont du Bourget
Pour les articles homonymes, voir Bourget.
Le pont du Bourget, aussi appelé pont romain sur la Brague ou pont du Moulin du Roy, est un pont situé à Antibes, au-dessus de la Brague, en France, dans le quartier qui était appelé du Bourguet au XVIIe siècle. 

## Localisation
Le pont est situé sur la commune d'Antibes, dans le département français des Alpes-Maritimes.

## Historique
Malgré son nom de pont romain, ce pont n'a rien de romain. À Antibes, la Brague arrive à son embouchure et son cours fluctuant posait des problèmes de fondation. Celles-ci n'étant pas suffisamment profondes pour appuyer les fondations à un niveau résistant, les ouvrages étaient emportés en cas de crue par leur affouillement. 
Le pont sur la Brague avait été emporté. La Provence était un pays d'État qui s'organisait indépendamment dans la gestion de ses routes. Les travaux étaient décidés par l'assemblée des communautés de Provence. Les charges de construction étaient supportées par les communautés de la viguerie. 
En 1645, l'assemblée des communautés de Provence réunie à Ollioules décida de reconstruire le pont 75 cannes plus en amont que celui qui venait de s'effondrer, en une seule arche de 20 m de portée. Il était demandé que les fondations devaient être descendues de 2 cannes, à l'abri de batardeaux permettant d'exécuter les piedroits de l'arc après épuisement de l'eau qu'ils pouvaient contenir. La réalisation du pont est adjugée pour 4 100 livres le 1er août 1646. En août 1647, deux maçons, un de Cannes et un autre d'Antibes, travaillent sur la construction du pont, mais en octobre 1647, au moment de son décintrement, le pont s'effondre. Le 26 mai 1648, le contrôleur pour le Roi conclut que l'effondrement est dû aux maçons.
Le 1er juillet 1648, le procès-verbal dressé par Jean Lombard ..controlleur pour le Roy, des bâtiments et œuvres de ce pays que ...l'entrepreneur qui doit être construit sur la Brague, aux portes d'Antibes se trouve en grandes difficultés .... Il indiquait que si on choisissait de reconstruire le pont avec les mêmes prescriptions il n'était pas certain que le nouveau pont résiste. 
On a alors choisi de construire un pont à deux arches de 5 cannes d'ouverture avec une pile centrale de 5 cannes de long et de 2 cannes de largeur avec deux becs.
La reconstruction commence au printemps 1649. Mais dès l'inspection du 26 mai 1653 des problèmes sérieux sont déjà apparus à cause de violents remous. En 1654, les travaux ne sont pas encore terminés, puis une crue emporte le pont.
En octobre 1657, l'assemblée des communes de Provence réunie à Aubagne décide d'envoyer un expert pour proposer un nouvel emplacement pour le pont. Le 10 septembre 1658, une commission se réunit avec Pierre de Bonnefons, ingénieur du roi, présent à Antibes entre 1633 et 1660, petit-fils de Raymond de Bonnefons. Elle conclut que le pont était trop proche de la mer et à sa merci. Le nouveau choix d'implantation se porta alors sur un site déplacé de 400 cannes vers l'amont, au Pas de Bourgie, près du Moulin du Roy.
L'adjudication pour ce nouveau pont a été faite en décembre 1665. La construction du pont a commencé en août 1666 et a réutilisé les pierres du pont qui s'était effondré. Il a été construit par l'entrepreneur Pierre Roubert et le maçon André Court. Ce nouveau pont a résisté jusqu'à aujourd'hui, mais il avait l'inconvénient d'imposer un détour. De plus son dos d'âne marqué le rendait difficilement carrossable.
En 1719, un nouveau pont a été adjugé pour franchir la Brague, plus près de l'embouchure, sous la grande route d'Antibes à Nice. Mais dès 1722 ce pont présentait des défauts puis s'est effondré pendant une crue en 1790.
En 1773, le pont est en mauvais état d'après une lettre du premier consul de Biot à son collègue d'Antibes.
L'édifice est inscrit au titre des monuments historiques le 9 septembre 1935.

## Principales dimensions
- longueur : 25 m
- largeur de la chaussée : 3,00 m
- ouverture de l'arche sur la Brague : 15,00 m